# Balamban
Balamban ist eine philippinische Stadtgemeinde der 1. Einkommensklasse in der Provinz Cebu. Sie hat 87.177 Einwohner (Zensus 1. August 2015).
Die Gemeinde liegt an der Westküste der Insel Cebu der Gemeinde Calatrava auf der Insel Negros gegenüber, getrennt durch die Tanon-Straße. Sie liegt ca. 64 km nordwestlich von Cebu City, ihre Nachbargemeinden sind Asturias im Norden, Cebu City im Osten und Toledo City im Süden.

## Barangays
Balamban ist politisch in 28 Baranggays unterteilt.
| - Abucayan - Aliwanay - Arpili - Bayong - Biasong - Buanoy - Cabagdalan - Cabasiangan - Cambuhawe - Cansomoroy - Cantibas - Cantuod - Duangan - Gaas | - Ginatilan - Hingatmonan - Lamesa - Liki - Luca - Matun-og - Nangka - Pondol - Prenza - Singsing - Sunog - Vito - Baliwagan (Pob.) - Santa Cruz-Santo Niño (Pob.) |